# Paris-Roubaix de 1987
A 85.ª edição da Paris-Roubaix teve lugar a 12 de abril de 1987 e foi vencida pelo belga Eric Vanderaerden. A prova contou com 264 quilómetros.

## Classificação Final

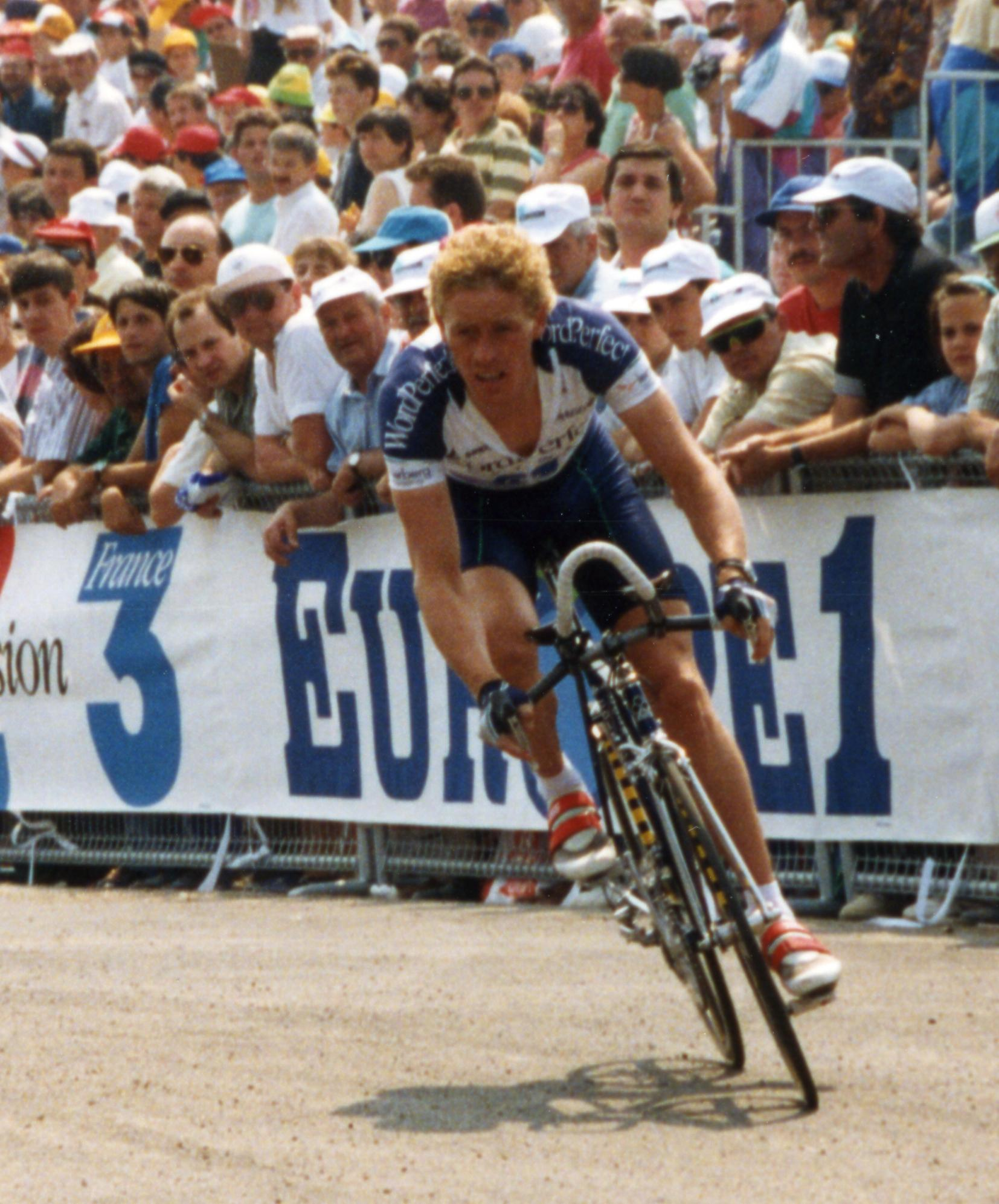
Eric Vanderaerden, ganhador nesta edição

| Posição | Ciclista                   | Equipa        | Tempo      |
| ------- | -------------------------- | ------------- | ---------- |
| 1       | Eric Vanderaerden          | Panasonic     | 7h 18' 03" |
| 2       | Patrick Versluys           | AD Renting    | m. t.      |
| 3       | Rudy Dhaenens              | Hitachi       | m. t.      |
| 4       | Jean-Philippe Vandenbrande | Hitachi       | + 02"      |
| 5       | Edwig Van Hooydonck        | Superconflex  | + 1' 54"   |
| 6       | Bruno Wojtinek             | Z-Peugeot     | + 2' 37"   |
| 7       | Marc Sergeant              | Lotto         | m. t.      |
| 8       | Nico Verhoeven             | Superconflex  | m. t.      |
| 9       | Bruno Leali                | Carrera Jeans | m. t.      |
| 10      | Martial Gayant             | Système U     | + 3' 04"   |